# リボンクラッシャー
リボンクラッシャー（英: Ribbon Crasher）は、打楽器のひとつ。打楽器の中でも小道具、小物楽器と呼ばれる分類をされる楽器である。

## 特徴
長さ30センチほどの薄い鉄板を3〜4枚重ねて、それを金属のネジで留めたもの。主にスティックを用いて演奏するが、手で叩いて音を出す奏法もある。まれに、手に持ってシェイカーのように振る、ということが出来るリボンクラッシャーも存在する。叩くと、「カシャーン」という鋭く、派手な音が出る。
名称の「リボン」は、鉄板をリボンのように重ねた楽器の外見から来るものである。

## 使用例
単独で使う場合や、コンガの演奏中に、アクセントとして使う場合などがある。